# Joseph Albert Walker

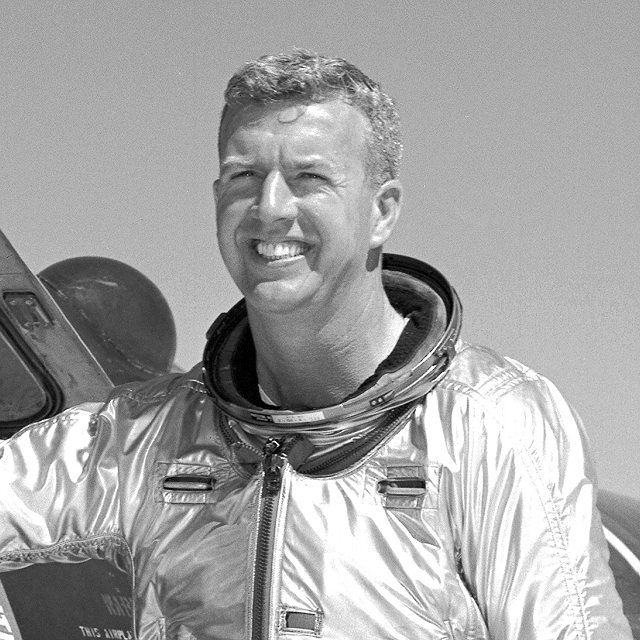
Joseph Albert Walker

Joseph Albert „Joe“ Walker (* 20. Februar 1921 in Washington, Pennsylvania, USA; † 8. Juni 1966 über Barstow, Kalifornien) war ein US-amerikanischer Testpilot.

## Jugend
Walker wuchs auf der elterlichen Farm in Pennsylvania auf und musste bereits von klein auf mitarbeiten und die Tiere versorgen. Als er alt genug war, wurde er eingeschult und besuchte zunächst die Jolly School. Es war eine Ein-Raum-Schule, in der Kinder unterschiedlichen Alters gemeinsam unterrichtet wurden. Ab 1934 ging er auf die Trinity High School, die er 1938 als Viertbester seiner Klasse abschloss.
Nach der Schule studierte Walker am Washington and Jefferson College in seinem Geburtsort Physik. Er war ein guter Schüler, gab auch Unterricht, und schrieb zusammen mit seinem Physiklehrer, Professor Raymond Bell, ein Lehrbuch. Im Mai 1942 erwarb er seinen Bachelor und trat in die United States Army Air Forces ein.

## Karriere
Walker begann seine militärische Laufbahn im Zweiten Weltkrieg. Anfang 1943 wurde er nach Europa geschickt, wo er über dem Mittelmeer mit seiner P-38 „Lightning“ Aufklärungsflüge unternahm. Nach 58 Einsätzen kehrte er eineinhalb Jahre später in die Vereinigten Staaten zurück.
Nach dem Krieg nahm Walker im März 1945 eine Stelle als Physiker und Testpilot am Aircraft Engine Research Laboratory des National Advisory Committee for Aeronautics (NACA) in Cleveland (Ohio) an. Sechs Jahre später, im Februar 1951, ging er nach Kalifornien an die High-Speed Flight Station auf der Edwards Air Force Base. Dort erprobte er neben vielen Kampfflugzeugen und Bombern auch das Experimentalflugzeug X-1.
Bei seinem zweiten Flug mit der X-1A am 8. August 1955 ereignete sich ein Unfall: Kurz vor dem Abwurf kam es zu einer Explosion im Raketenflugzeug, in dem Walker saß. Er wurde kurzzeitig bewusstlos, konnte danach jedoch geistesgegenwärtig alle Systeme der X-1A ausschalten und in das Mutterflugzeug (eine JTB-29A) klettern. Der Unfall hatte jedoch das Fahrwerk des Experimentalflugzeugs ausfahren lassen. Eine sichere Landung war so nicht möglich. Deshalb stieg Walker wieder in die X-1A, um das Fahrwerk wieder einzufahren. Als einer der B-29-Piloten Dämpfe einer Chemikalie wahrnahm, kam Walker zurück. Man entschied sich, die X-1A aufzugeben und abzuwerfen.
Zwischen Dezember 1955 und September 1958 unternahm Walker 21 Testflüge mit der X-1E.
Mit deren Gründung gehörte Walker ab Oktober 1958 zur NASA. Zwei Jahre später wurde er dem X-15-Programm zugeteilt. Seinen Jungfernflug auf diesem Hochgeschwindigkeitsforschungsflugzeug absolvierte er am 25. März 1960. Seinen schnellsten Flug unternahm er am 27. Juni 1962 mit 6.605 km/h (Mach 5,9).
Am 19. Juli 1963 erreichte Walker beim 90. Testflug der X-15 eine Höhe von 106.010 m, am 22. August 1963 beim 91. Flug sogar 107.960 m. Da die FAI die Grenze zum Weltraum bei 100 km Höhe ansetzt, ist Walker nach dieser Definition ein Raumfahrer – der einzige, dem dies mit einer X-15 gelang.
Walker war der erste Pilot, der am 30. Oktober 1964 das Erprobungsgerät der Mondlandefähre flog. Mit einer Höhe von drei Metern war der einminütige Test aber nur ein „Hüpfer“. Später arbeitete er für das XB-70-Programm.

## Tod

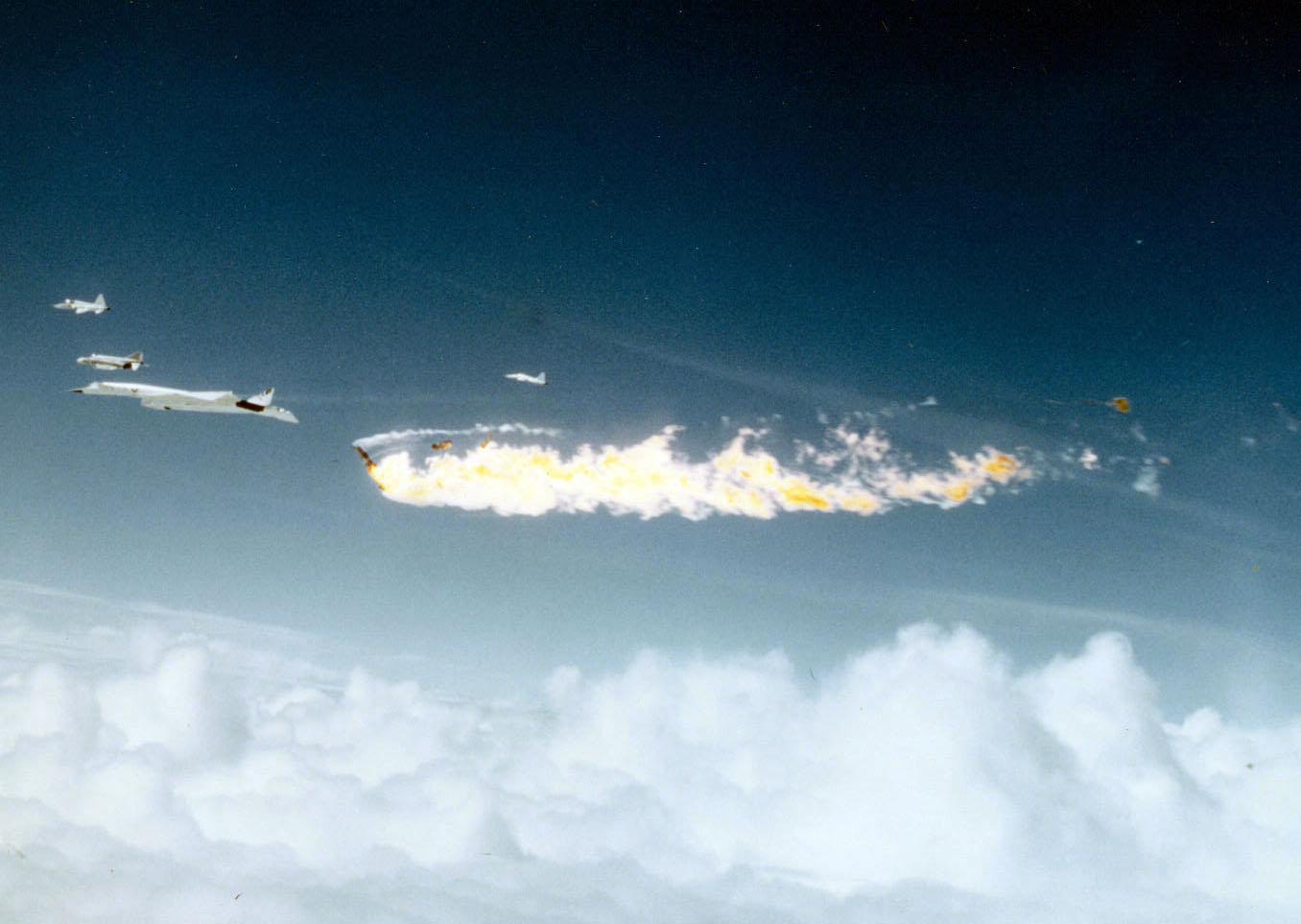
Sekundenbruchteile nach dem Zusammenstoß, die beiden Seitenleitwerke der XB-70 sind abgerissen, Walkers F-104 explodiert

Walker starb bei einem Flugunfall am 8. Juni 1966. General Electric erstellte Werbefotos von Flugzeugen, die mit firmeneigenen Triebwerken ausgerüstet waren. Fünf Maschinen flogen im Formationsflug über Kalifornien. Walker steuerte eine F-104N und flog am rechten Flügel einer XB-70A. Nach dem Fototermin scherte Walker aus der Formation aus und geriet dabei in den Randwirbel der XB-70. Die F-104 rammte mit ihrem linken Höhenleitwerk die nach unten geklappte rechte Tragflächenspitze der XB-70A-2, rollte dann in Rückenfluglage nach links über den rechten Tragflügel und riss beide Seitenleitwerke der XB-70 beinahe vollkommen ab. Noch immer in Rückenlage sich befindend schlug sie anschließend auf dem linken Tragflügel der XB-70 auf und explodierte. Walker war sofort tot. Die XB-70 geriet kurz danach ins Trudeln, der North American-Cheftestpilot Al White konnte sich mit dem Schleudersitz retten. Seinem Copiloten, Major Carl Cross, gelang dies nicht – er wurde getötet, als die XB-70 auf dem Boden aufschlug.
Walker hinterließ seine Frau Grace und vier Kinder. Er war der dreizehnte Mensch im All und der erste (und bis 2004, als Michael Melvill das SpaceShipOne ins All flog, auch einzige), der ohne Rakete den Weltraum (definiert durch die Kármán-Linie) erreichte. Als erster Mensch absolvierte er zwei Raumflüge. Zudem war er der am frühsten geborene Raumfahrer sowie der erste Raumfahrer, der starb.

## Astronaut postum
Für das amerikanische Militär liegt die Grenze zum Weltall bei 50 Meilen (80,47 km). Die fünf militärischen X-15-Piloten, die diese Höhe überschritten, wurden nach ihren Flügen mit Astronautenschwingen geehrt. Walker war jedoch Zivilist und Angestellter der NASA, so blieb ihm diese Auszeichnung damals versagt. Am 23. August 2005 wurde er in einer Zeremonie postum als Astronaut geehrt und seinen Familienangehörigen wurde ein Zertifikat zusammen mit einem ledernen Namensschild mit gestickten Schwingen überreicht, das auf einer Shuttle-Mission mitgeflogen war.
Insgesamt führte Walker zwischen März 1960 und August 1963 24 Flüge mit der X-15 durch.
1970 wurde ein Mondkrater nach ihm benannt sowie am 7. Februar 2012 der Asteroid (8023) Josephwalker.